# 打出駅

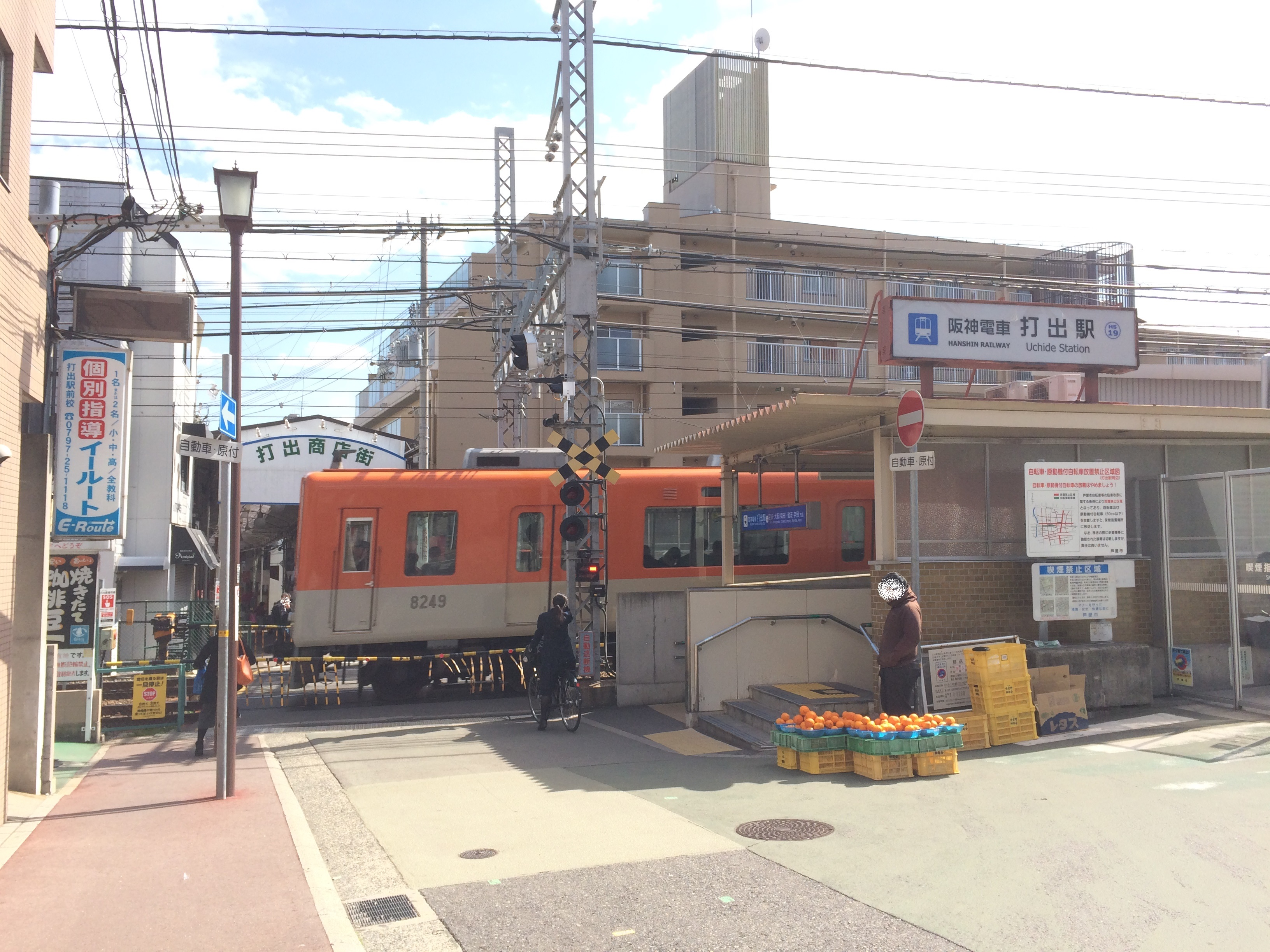
大阪（梅田）方面駅舎（奥に見えるのが打出商店街）

打出駅（うちでえき）は、兵庫県芦屋市打出小槌町にある、阪神電気鉄道本線の駅。駅番号はHS 19。

## 歴史
- 1905年（明治38年）4月12日：阪神本線の開通とともに開業[2]。
- 1995年（平成7年）
  - 1月17日：阪神・淡路大震災発生による阪神本線運休のため営業休止[3]。
  - 1月26日：甲子園駅 - 青木駅間運転再開により営業再開（同年6月26日 に全線復旧）[3]。
- 2006年（平成18年）
  - 7月：バリアフリー化工事開始。（改札口地上化、エレベーター新設、ホーム延伸等）
  - 10月28日：準急停車駅となる（梅田行きのみ運転）。
- 2007年（平成19年）4月1日：バリアフリー化工事完了[2]。
- 2009年（平成21年）
  - 3月19日：この日を最後に本線準急の運行終了。
  - 3月23日：3月20日のダイヤ改正後最初の平日ダイヤ運行日。この日から区間特急が停車開始。
- 2013年 (平成25年) 9月23日：駅ホームの照明が全てLEDに交換される。
- 2014年（平成26年）4月1日：駅番号導入[4][5]。

## 駅構造
相対式ホーム2面2線のホームを有する地上駅である。分岐器や絶対信号機を持たないため、停留所に分類される。改札口は、各ホームの梅田寄りに1か所ずつ設けられている。
改札内には両ホームを連絡する地下道が設置されており、各ホームには改札階・ホーム階と地下道を結ぶエレベーターが設置されている。改札内における各ホーム間や、神戸方面ホームに設置されているあるトイレへの移動が、バリアフリーで移動できる配置となっている。
なお、この地下道はバリアフリー化工事が施工されるまでは改札口としても使用されていた。工事終了後は改札の内側・外側にそれぞれ独立した地下道となっている。

### のりば
| 番線 | 路線  | 方向 | 行先                               |
| ---- | ----- | ---- | ---------------------------------- |
| 1    | ■本線 | 上り | 尼崎・大阪（梅田）・難波・奈良方面 |
| 2    | ■本線 | 下り | 神戸（三宮）・明石・姫路方面       |

実際には構内に上記ののりば番号表記はないが、公式サイトの構内図では上りホームが1番のりば、下りホームが2番のりばとされている。ホーム有効長は19m級の阪神車両6両編成分で、バリアフリー化と共にホーム有効長は延伸され、2006年10月28日 - 2009年3月19日まで上り準急が、同年3月20日以降は区間特急が停車するようになった。21m級の近畿日本鉄道車両6両編成は停車不可。
| ← 梅田方面 | 打出駅配線略図 | → 三宮・元町方面 |
| 凡例 出典: |                |                  |

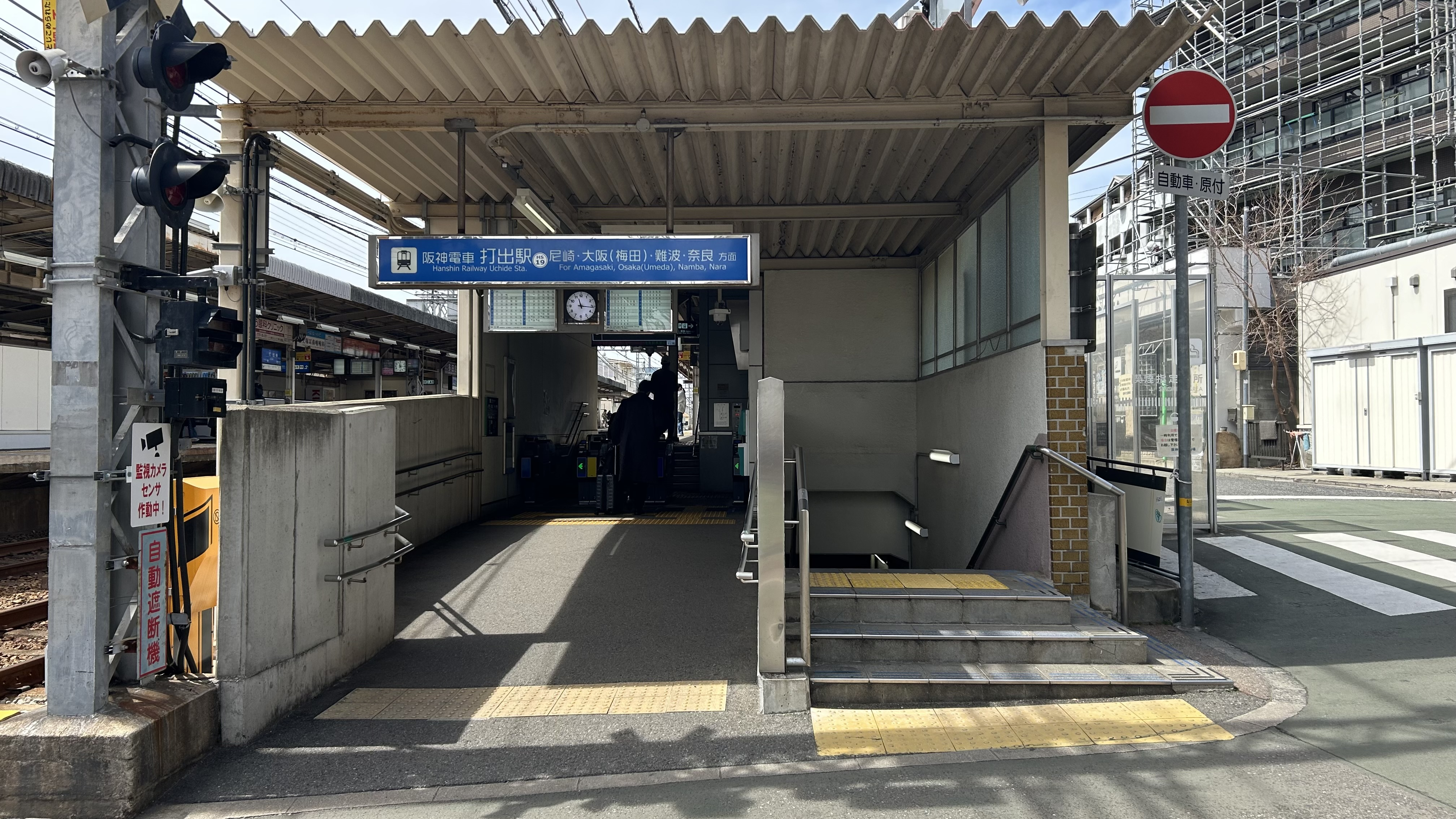
駅舎（大阪梅田方面）
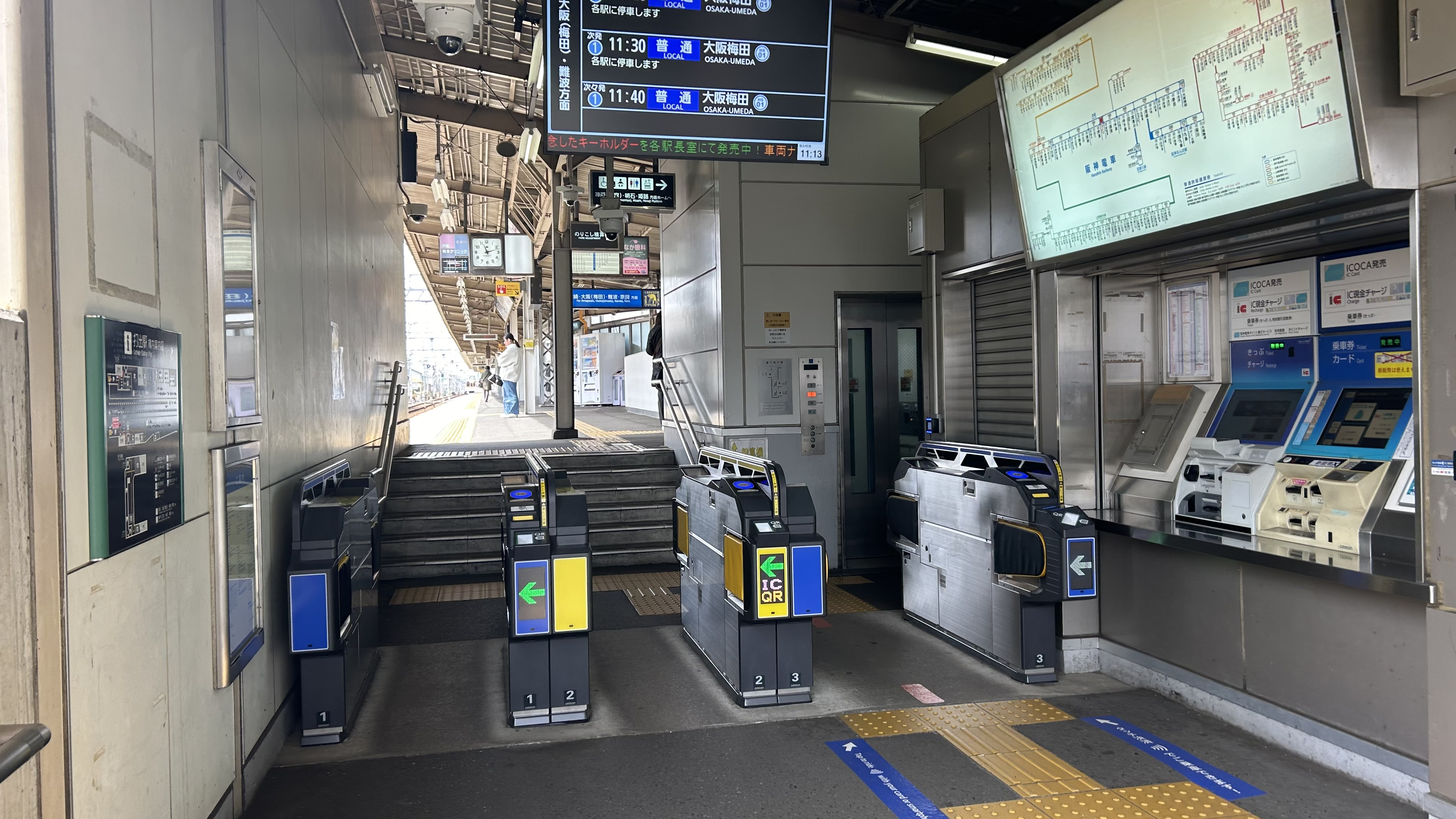
大阪梅田方面改札口
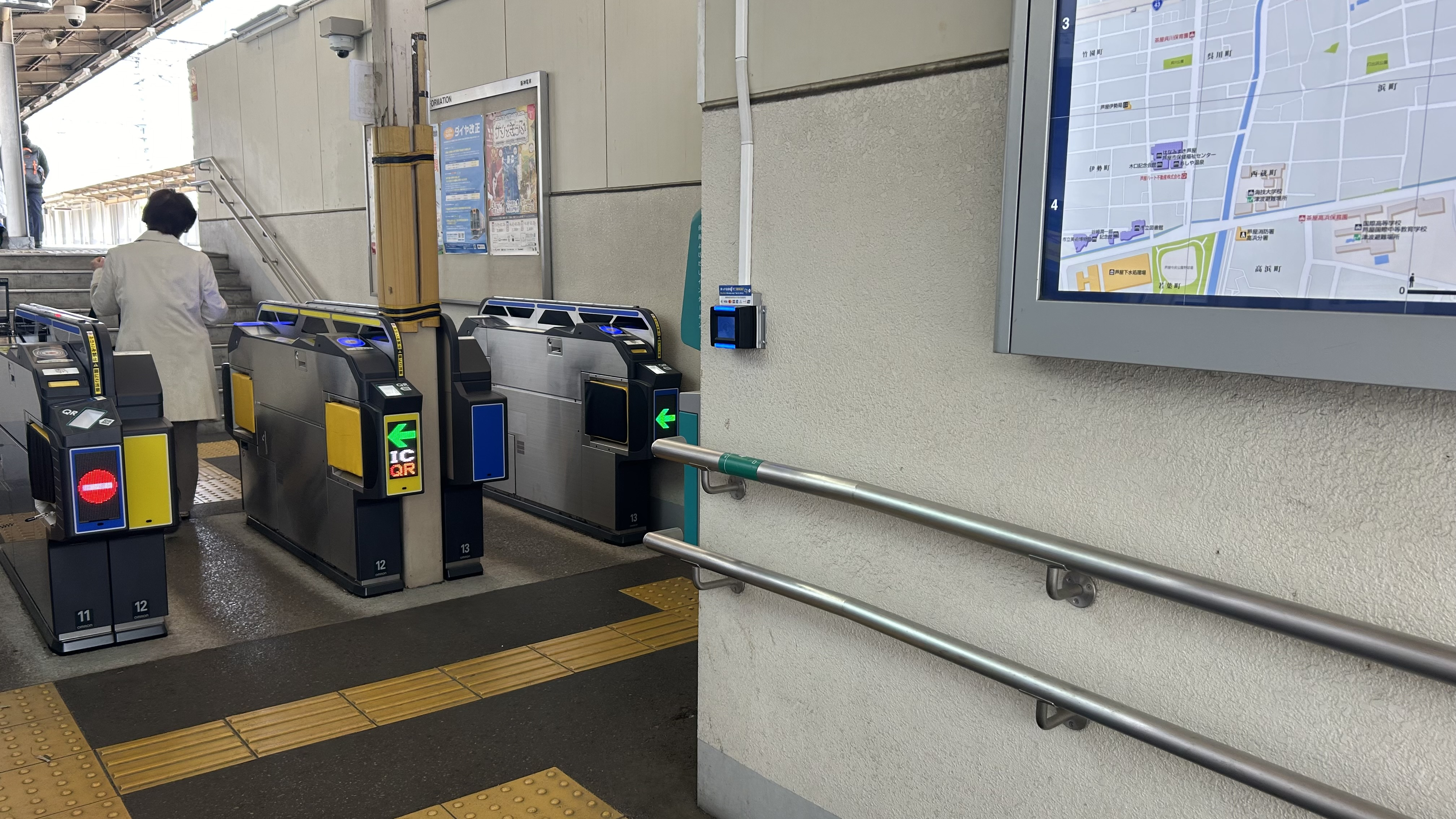
神戸三宮方面改札口
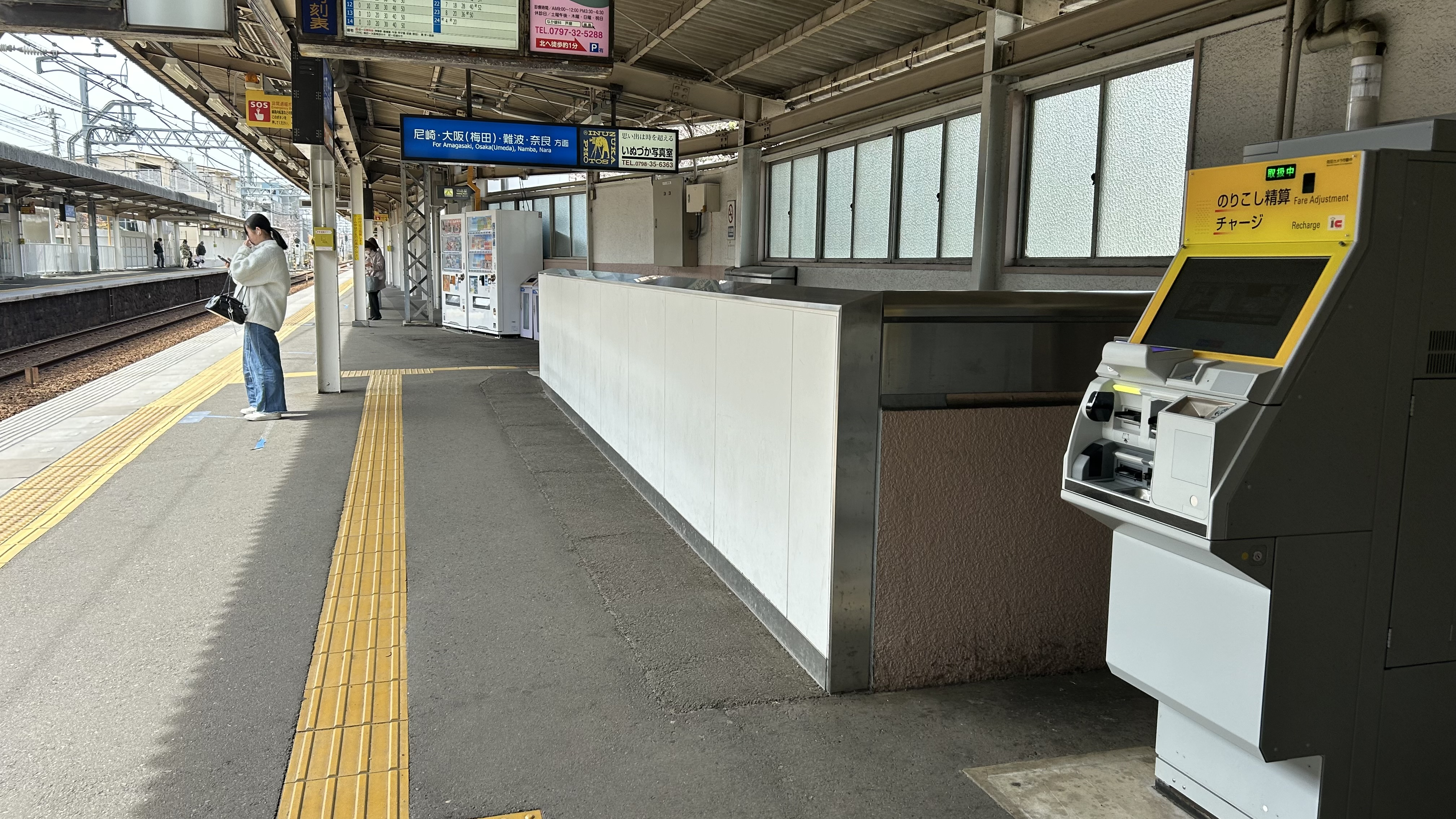
大阪方面ホーム
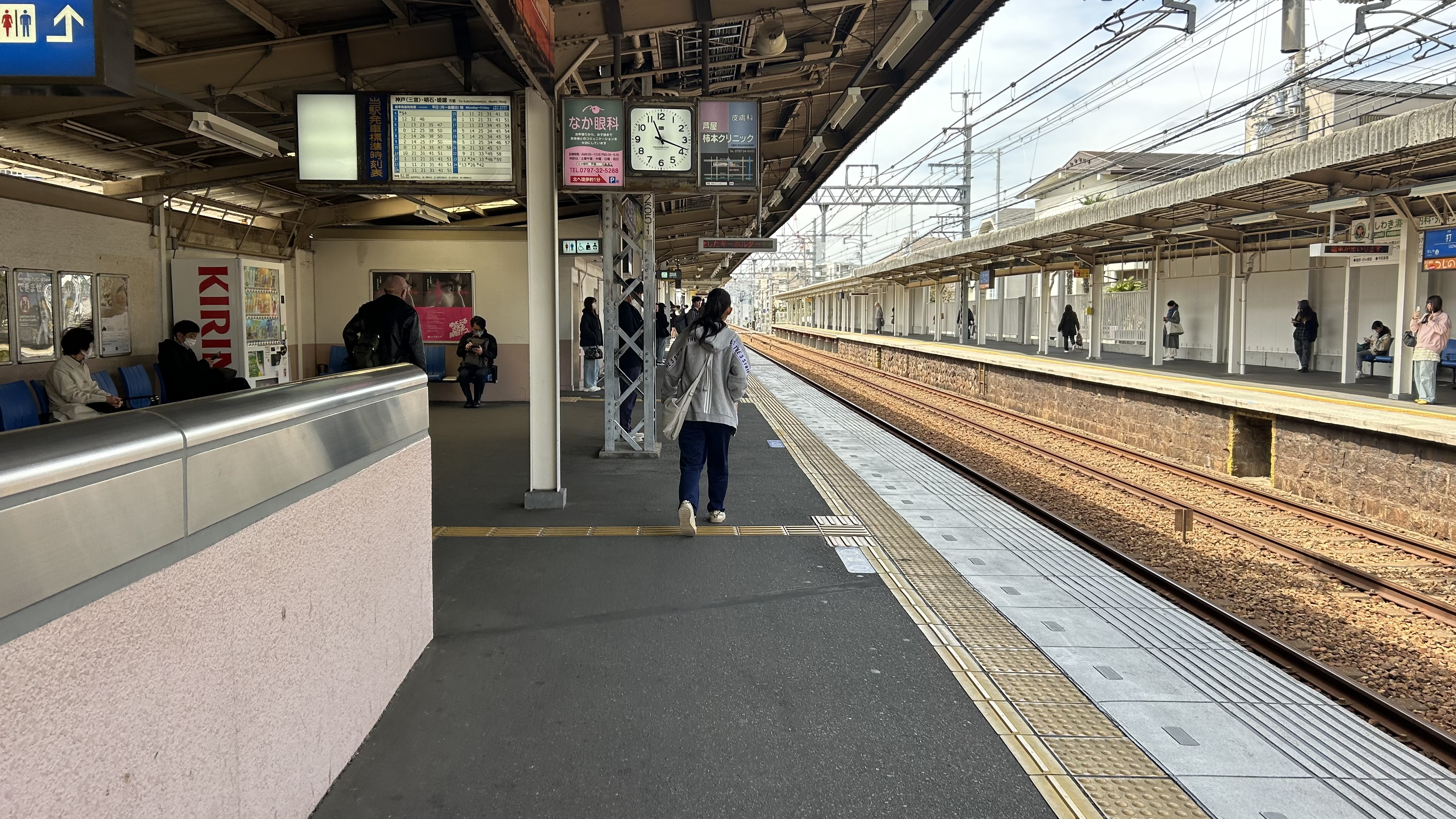
神戸方面ホーム
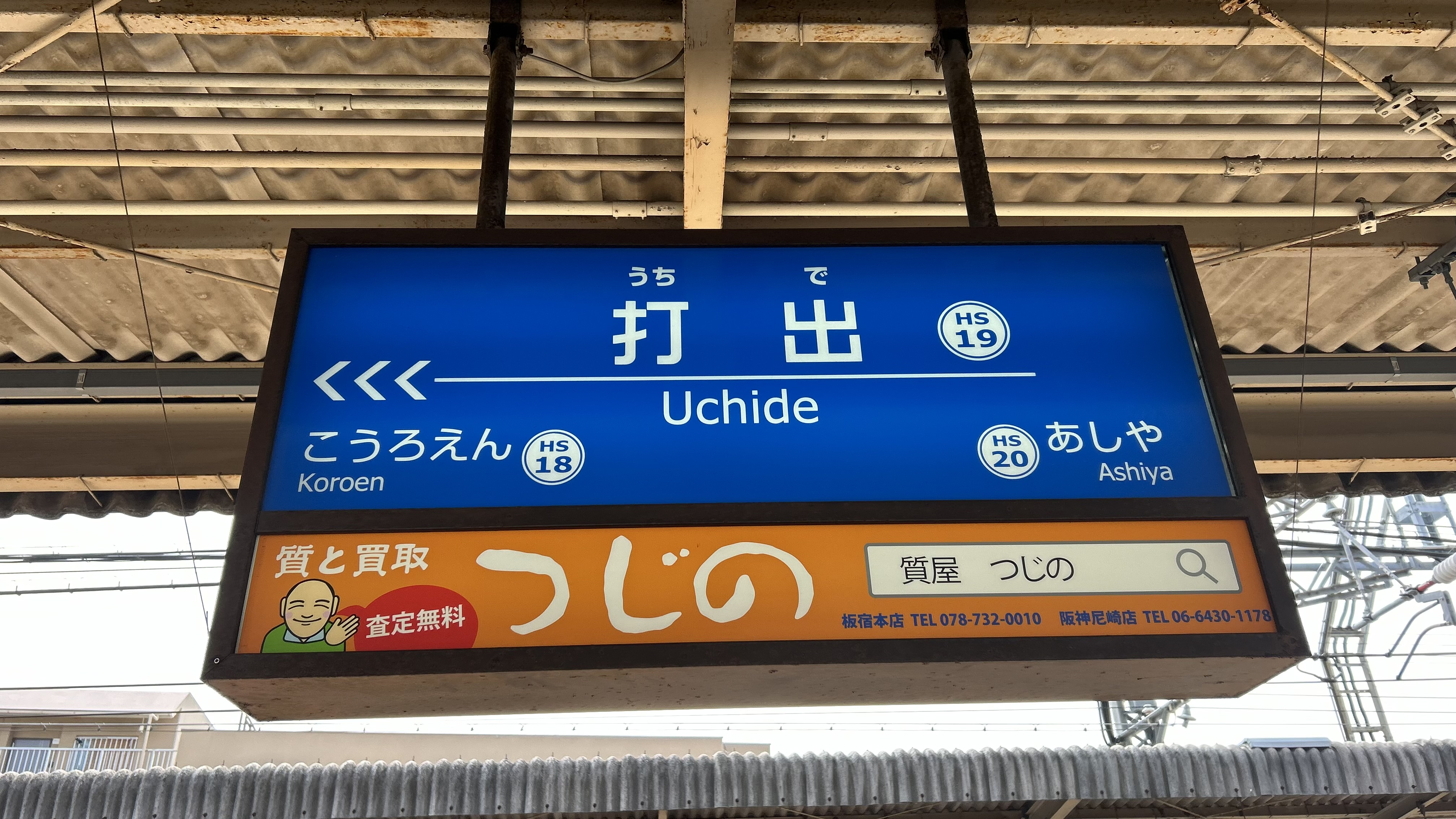
駅名標

## 利用状況
「ハンドブック阪神2024」によると、2023年11月の1日平均の乗降人員は15,126人である。
本線33駅中16位（15位＝千船駅、17位＝春日野道駅、西隣：芦屋駅＝10位、東隣：香櫨園駅＝20位）である。
2000年代に入ってから乗降客数が増加傾向にある。
| 年度               | 1日平均  | 1日平均  | 1日平均  | 出典   |
| 年度               | 乗車人員 | 降車人員 | 乗降人員 | 出典   |
| ------------------ | -------- | -------- | -------- | ------ |
| 1990年（平成02年） | 6,009    | 5,639    | 11,648   | [ 7 ]  |
| 1992年（平成04年） | 5,916    | 5,807    | 11,723   | [ 7 ]  |
| 1995年（平成07年） | 5,448    | 5,261    | 10,709   | [ 7 ]  |
| 2000年（平成12年） | 5,391    | 5,317    | 10,708   | [ 7 ]  |
| 2001年（平成13年） | 5,711    | 5,650    | 11,361   | [ 7 ]  |
| 2002年（平成14年） | 5,343    | 5,234    | 10,577   | [ 7 ]  |
| 2003年（平成15年） | 5,197    | 5,214    | 10,411   | [ 8 ]  |
| 2004年（平成16年） | 5,094    | 5,045    | 10,139   | [ 9 ]  |
| 2005年（平成17年） | 5,347    | 5,256    | 10,603   | [ 10 ] |
| 2006年（平成18年） | 5,258    | 5,228    | 10,486   | [ 11 ] |
| 2007年（平成19年） | 5,392    | 5,328    | 10,720   | [ 12 ] |
| 2008年（平成20年） | 5,524    | 5,375    | 10,899   | [ 13 ] |
| 2009年（平成21年） | 5,788    | 5,712    | 11,500   | [ 14 ] |
| 2010年（平成22年） | 5,855    | 5,773    | 11,628   | [ 15 ] |
| 2011年（平成23年） | 5,939    | 5,769    | 11,708   | [ 16 ] |
| 2012年（平成24年） | 5,996    | 5,933    | 11,929   | [ 17 ] |
| 2013年（平成25年） | 6,142    | 6,070    | 12,212   | [ 18 ] |
| 2014年（平成26年） | 6,326    | 6,171    | 12,497   | [ 19 ] |
| 2015年（平成27年） | 6,496    | 6,354    | 12,850   | [ 20 ] |
| 2016年（平成28年） | 6,566    | 6,501    | 13,067   | [ 21 ] |
| 2017年（平成29年） | 6,735    | 6,642    | 13,377   | [ 22 ] |
| 2018年（平成30年） | 6,940    | 6,734    | 13,674   | [ 23 ] |
| 2019年（令和元年） | 6,888    | 6,676    | 13,564   | [ 24 ] |
| 2020年（令和 2年） | 6,049    | 6,028    | 12,077   | [ 25 ] |
| 2021年（令和 3年） | 6,123    | 6,069    | 12,192   | [ 25 ] |
| 2022年（令和 4年） | 6,290    | 6,164    | 12,454   | [ 25 ] |

## 駅周辺
当駅の所在町名は「芦屋市打出小槌町」（うちでこづちちょう）で、「打出の小槌」伝説ゆかりの地とされる。
1982年5月に芦屋市から当地域に住居表示実施の方針が発表された際には、周囲の旧・打出村の（＝現在の芦屋市の元になる『精道村』が成立して以降の『大字打出』に相当する）地域内の各町と同様に、住居表示実施と同時に「打出」を地名から外して(芦屋市では、一例として、阪神打出駅及び阪神本線の線路を挟んで打出小槌町の南側に所在する旧『打出若宮町(うちでわかみやちょう)』が、1968年5月の住居表示実施と同時に『若宮町(わかみやちょう)』と町名変更した前例があるので、今回もそれに倣って)、翌1983年2月1日を以て当地の町名を『小槌町(こづちちょう)』に変更する方向で事業を進行しようと試み、同年10月発行の市の広報紙にも、町名を巡る意見が多い（これがその後、後述の『住民運動』に発展する）件を含めて再度その旨を周辺各町の事例と共に掲載したが、当地区の住民から「『打出の小槌伝説』(前述)に基づく由緒ある地名を守らねばならぬ」との激しい住民運動の展開が長期間（約5年9ヶ月）にわたってなされた結果、1988年2月1日に『打出小槌町』の地名を維持したままで住居表示が実施された。
駅の南側には商店街があり、コンビニや飲食店などが立ち並ぶ。
- 打出天神社
- 金津山古墳
- 芦屋市打出教育文化センター
- 芦屋市立図書館打出分室 - 明治時代に建てられた銀行を移築したもので、登録有形文化財となっている[2]。
- 打出公園 - 2010年頃までタイワンザルなど小動物が飼育されていた。
- 芦屋打出小槌郵便局 - 1999年11月1日に芦屋打出郵便局から改称[32]。
- 打出商店街[2]
- 芦屋市立宮川小学校
- 富田砕花旧居[2]

以下に挙げる項目は、駅から500ｍ以上離れている。
- 芦屋南宮郵便局
- 兵庫県立海洋体育館（芦屋マリンセンター）
- 芦屋海浜公園プール
- 兵庫県立国際高等学校
- 兵庫県立芦屋国際中等教育学校
- 阪神高速3号神戸線 芦屋出入口

### バス路線
阪急バス 阪神打出停留所 - 駅から少し離れた道路上にある。
- 北行
  - 13系統：JR芦屋・大正橋・開森橋・阪急芦屋川行き
  - 13系統：JR芦屋・月若公園・阪急芦屋川・甲南高校前・芦屋病院前方面行き
- 南行
  - 13系統：新浜町・芦屋浜営業所前行き

## その他
- 1998年に2回[33][34]、2015年に1回[35]、『ザ!鉄腕!DASH!!』（日本テレビ）の「リレー対決!○○ VS TOKIOシリーズ」企画において、TOKIOの5人が当駅から芦屋駅側の250m区間[注 1]でジェットカー（1998年は5500系[33][34]、2015年は5700系[35][36]）と対決したことがある。
- 当駅は阪神本線で唯一、橋梁上に存在しない正真正銘の地上駅である。

## 隣の駅
阪神電気鉄道
本線
■直通特急・■特急・■快速急行・■急行・■区間急行
通過
■区間特急（梅田行きのみ運転）・■普通
香櫨園駅 (HS 18) - （堀切信号場） - 打出駅 (HS 19) - 芦屋駅 (HS 20)
- 1907年まで、西宮駅と当駅の間に戎駅が存在していた（当時、香櫨園駅は未開業）。